# Metazygia mundulella
Metazygia mundulella är en spindelart som först beskrevs av Embrik Strand 1916.  Metazygia mundulella ingår i släktet Metazygia och familjen hjulspindlar. Inga underarter finns listade i Catalogue of Life.